# صنعت نساجی

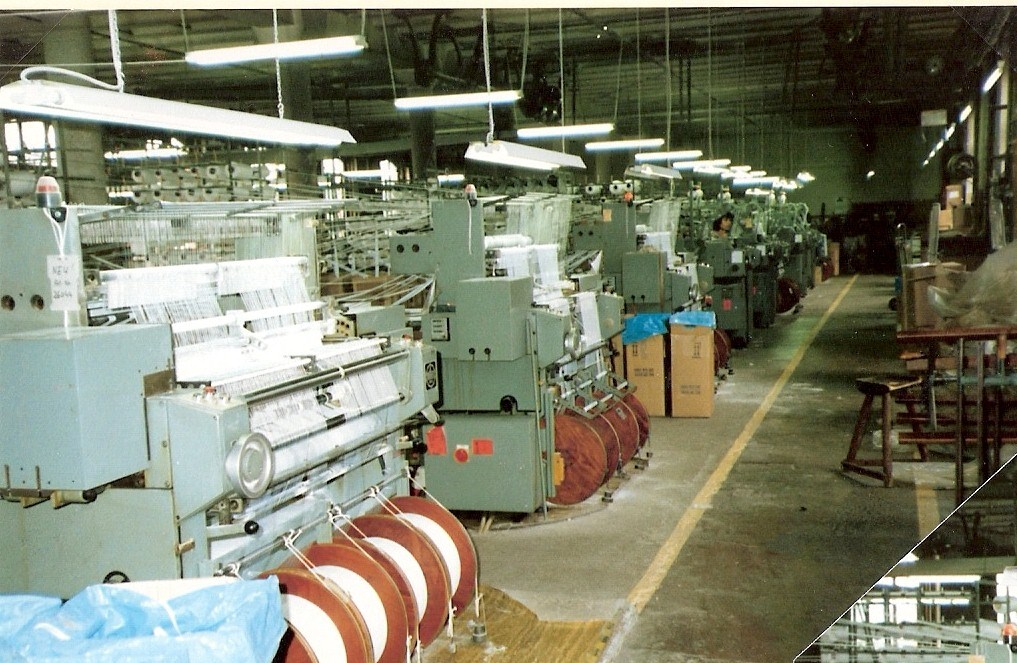
یک کارخانه نساجی (آلمان غربی، سال ۱۹۷۵)

صنعت نساجی شامل همه مراحل تولید الیاف، تبدیل الیاف به نخ، تبدیل نخ به پارچه و همچنین شامل فرایندهای تکمیلی انجام‌شده بر روی پارچه مانند رنگرزی، چاپ و دوزندگی می‌شود. اگرچه صنعت نساجی نخست تنها محدود به تولید نخ بود اما با گذشت زمان همه گونه‌های پوشاک و منسوجات را شامل شد.
ارزش بازار جهانی منسوجات در سال ۲۰۱۹ معادل ۹۶۱٫۵ میلیارد دلار آمریکا برآورد شده‌است و تخمین زده می‌شود با توجه به افزایش تقاضا برای پوشاک، به‌ویژه در کشورهای درحال توسعه مانند چین، هند، مکزیک و بنگلادش، از سال ۲۰۲۰ تا ۲۰۲۷ میزان ۴٫۳٪ رشد از خود نشان داده و به ۱۳۵۰٫۲۴ میلیارد دلار آمریکا برسد.

## تاریخچه

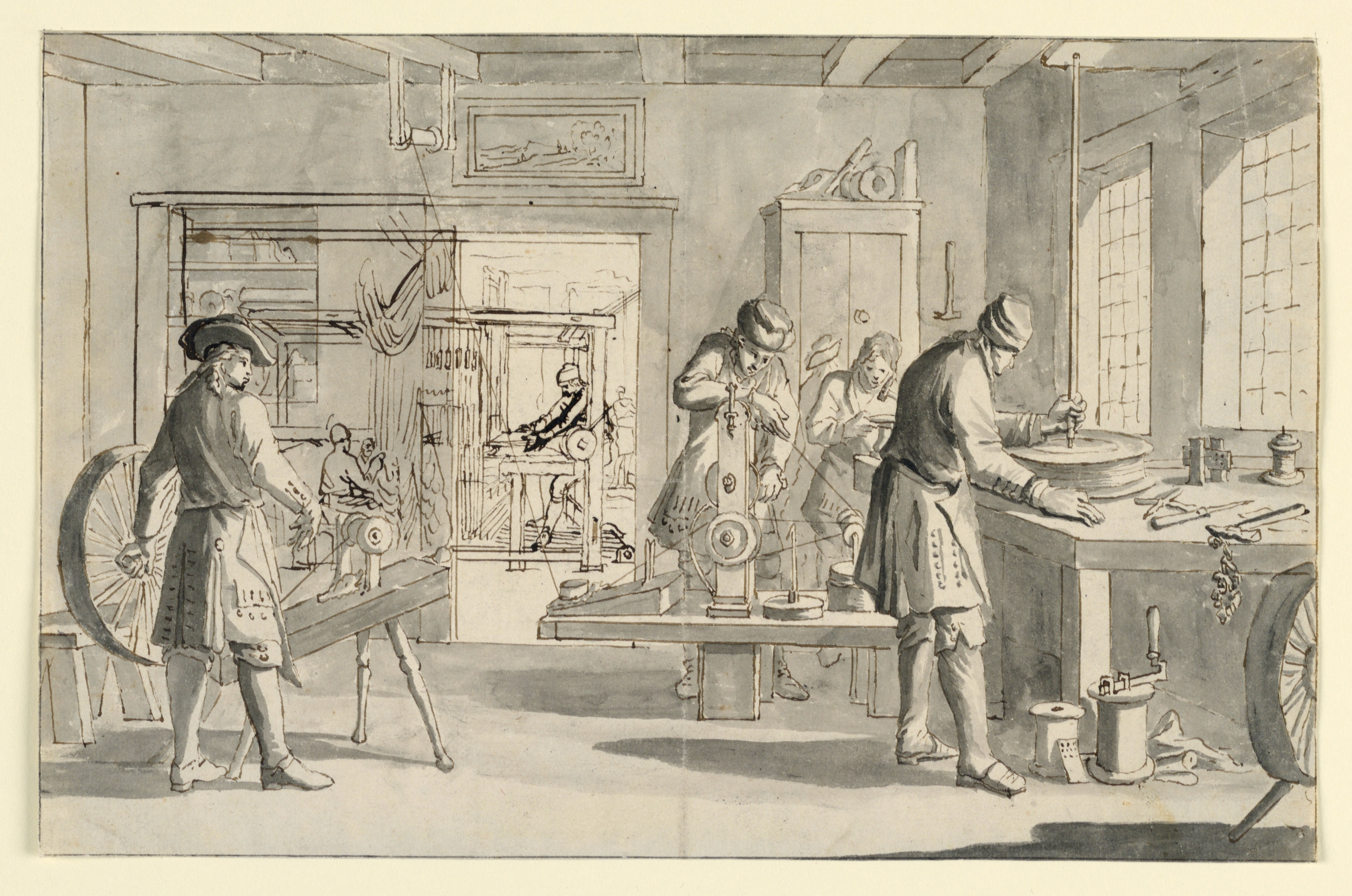
یک کارگاه نساجی در دهه ۱۷۲۰ در اروپا

صنعت نساجی از کهن‌ترین صنایع بشری محسوب می‌شود چرا که نیاز به لباس و پوشاک پس از نیاز به غذا و مسکن از نیازهای اولیه انسان به‌شمار می‌آید. نشانه‌هایی از بافندگی و نساجی مربوط به دوران پارینه‌سنگی به دست آمده‌است. نشانه‌های ضعیفی در موراوی پیدا شده‌است. نشانه‌های مشخصی از بافندگی در دوران نوسنگی در سوئیس پیدا شده‌است.
«در حدود پنج هزار سال پیش از میلاد مردم غارنشین فلات ایران بر اثر تغییراتی که از لحاظ آب‌وهوا و تشکیل مزارع و چمنزارها به وجود آمد به دشت‌ها روی آوردند و زندگی تازه‌ای را آغاز کردند و در تمدن آن‌ها نسبت به دوران‌های پیشین پیشرفت بیشتری دیده شد. کهن‌ترین مردم دشت‌نشین، مردم محل سیلک نزدیک کاشان بودند که آثار زندگی ایشان را در آن‌جا به دست آورده‌اند. چون در همین محل مقداری دوک‌های سنگی و گِلین به دست آورده‌اند تصور می‌رود که مردم آن زمان با صنعت نساجی آشنایی داشته‌اند.» مرغوبترین پارچه‌ای که به دست بشر بافته شده است  ململ داکا نام دارد که تا قرن هجدهم در بنگلادش از پنبه درختی بافته می‌شد. ململ داکا بسیار ظریف بود و تعداد تار و پود آن در واحد سطح بیش از ۱۰ برابر پارچه‌هایی است که امروزه بافته می‌شوند. بافتن آن مهارت و ابزار ویژه‌ای می‌خواست و از هر کیلو گرم پنبه مخصوص این کار تنها ۸ گرم پارچه به دست می‌آمد. قیمت آن به بیش از بیست برابر ابریشم می‌رسید.    
صنعت نساجی در جریان انقلاب صنعتی رشد چشمگیری داشت.

## چرخهٔ صنعت

### چرخهٔ پنبه

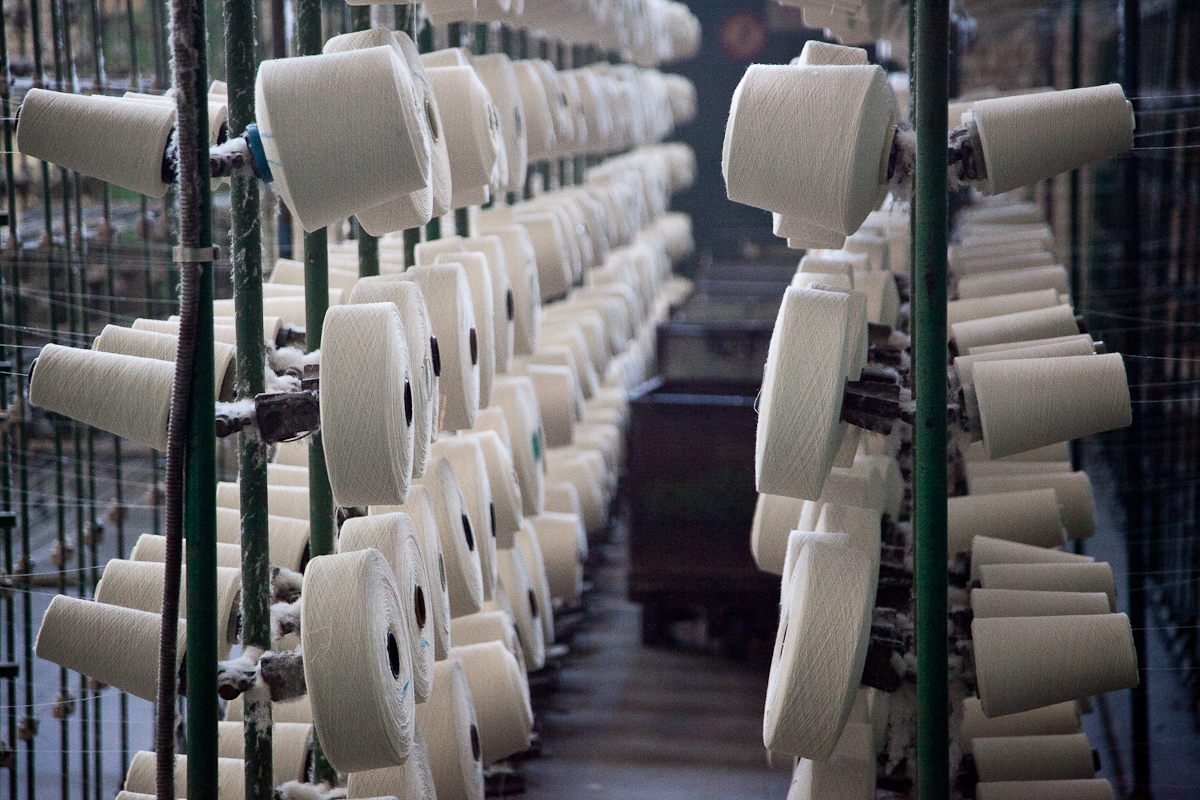
یک کارخانه نساجی در روسیه

پنبه مهمترین الیاف طبیعی در جهان است. در سال ۲۰۰۷ کل محصول پنبه جهانی ۲۵ میلیون تن از ۳۵ میلیون هکتار در بیش از پنجاه کشور جهان بود. در فرایند پنبه پنج مرحله وجود دارد:
- کشت و برداشت
- فرآیندهای آماده‌سازی
- ریسندگی - تولید نخ
- بافندگی - تولید پارچه
- پایان‌دهی یا تکمیل (دوزندگی، رنگرزی و چاپ) - تولید منسوج

### الیاف طبیعی
الیاف طبیعی می‌توانند از فراورده‌های جانورانی مانند گوسفند، بز، خرگوش، کرم‌ابریشم یا از گیاهانی مانند پنبه، کتان، کنف، سیزال یا از موادمعدنی مانند آزبست به‌دست‌آیند. الیاف گیاهی می‌توانند از بذر به‌دست‌آیند مانند پنبه؛ از ساقه به‌دست‌آیند مانند کتان، کنف و جوت یا از برگ به‌دست‌آیند مانند سیزال. بدون استثناء تمامی الیاف طبیعی ابتدا نیاز به یک پاک‌کردن یا شستشوی اساسی دارند.

### الیاف مصنوعی
الیاف مصنوعی می‌توانند به وسیله نخ‌ریسی از یک پلیمر، در محیطی مناسب استخراج شوند. نخ‌ریسی مرطوب (ریون) از محیطی برای سفت‌شدن استفاده می‌کند. در نخ‌ریسی خشک (استات و تری‌استات) پلیمر در یک حلال حل‌شده که با حرارت‌دادن محفظه تبخیر شده و از محفظه خارج می‌شود. در نخ‌ریسی مذاب (نایلون و پلی‌استر)، پلیمر استخراج شده در مجاورت هوا یا گاز قرارگرفته و سپس سفت می‌شود. تمامی الیاف فوق می‌توانند طول بالایی داشته باشند.

## کاربرد بیوتکنولوژی (زیست فناوری) در صنعت نساجی

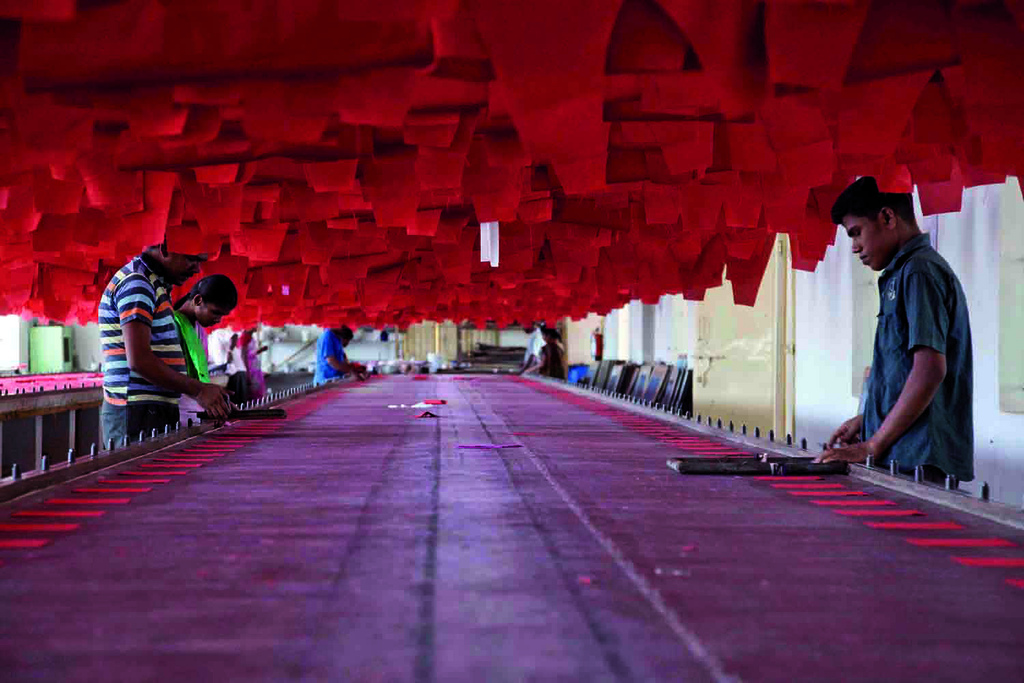
کارگران نساجی در تیروپور، هند جنوبی

کاربرد بیوتکنولوژی در مهندسی نساجی، از حدود ۱۰۰ سال پیش، با به‌کارگیری آنزیم‌های آمیلاز استخراج شده از مالت برای زدودن آهارهای نشاسته‌ای آغاز شد. امروزه با پیشرفت بیوتکنولوژی، راه حل‌های کم هزینه و مؤثر فزاینده‌ای در فرایندهای نساجی به وجود آمده‌است. با پیشرفت‌های صنعت نساجی، کاهش هزینه در تولید انبوه ضروری به نظر می‌رسد. بیوتکنولوژی می‌تواند در هر مرحله از تولید و فرایندهای تکمیلی آن، از مواد اولیه الیاف تا مرحله تصفیه پساب، باعث صرفه جویی در هزینه‌ها شود. این فناوری، علاوه بر کاهش هزینه، با کاهش مضرات زیست‌محیطی ناشی از شوینده‌ها و مواد شیمیایی، منجر به ایجاد صنعت دوست دار محیط زیست می‌گردد. از طریق بیوتکنولوژی و استفاده از مواد جایگزین با آثار جانبی کمتر به جای مواد شیمیایی رایج در صنعت نساجی، نه تنها مشکل آلودگی زیست‌محیطی حل می‌شود، بلکه کیفیت و پایداری عملیات نیز بهتر می‌گردد. البته کاربردهای عملی امروزی بیشتر شامل به‌کارگیری آنزیم‌ها به ویژه آمیلازها در آهارگیری، سلولازها در زیست‌پرداخت کالاهای سلولزی و سنگ‌شویی کالاهای جین، پروتئازها در فرآوری پشم و ابریشم و بالاخره آنزیم‌ها در شوینده‌ها می‌باشد. دورنمای استفاده از بیوتکنولوژی در سایر زمینه‌ها نیز مورد توجه پژوهشگران بوده و در حال پیشرفت است.

## استانداردهای منسوجات
محصولات نساجی، مشابه هر محصول دیگری، بایستی سازگار با استانداردهای ملی و بین‌المللی و همچنین مقررات مربوطه باشند تا امکان ایجاد اطمینان از کیفیت، ایمنی و پایداری آن‌ها به‌وجود آید.
استانداردهای این محصولات عبارتند از:
- Product Safety Improvement Act|CPSIA، به‌عنوان مثال: استاندارد شعله پذیری البسه[۷]
- استانداردهای جهانی کیفیت و سلامت محصولات نساجی، اکوتکس (®OEKO-TEX)
- ASTM، استانداردهای نساجی[۸]
- Reach، مقررات منسوجات[۹]
- استاندارد محصولات چین برای منسوجات[۱۰]